# Собко Віталій Іванович
Віта́лій Ів́анович Собко́ (нар. 27 липня 1987, Харків) — український футболіст, півзахисник.

## Статистика
| Сезон     | Команда            | Чемпіонат (голи) | Кубок (голи)  | Всього | Голи |
| --------- | ------------------ | ---------------- | ------------- | ------ | ---- |
| 2005–2006 | Геліос             | 13 (1)           | —             | 13     | 1    |
| 2006–2007 | Кремінь            | 11 (0)           | —             | 11     | 0    |
| 2007–2008 | Газовик-ХГВ        | 15 (2)           | —             | 15     | 2    |
| 2008–2009 | Геліос / Кремінь   | 1 (0) / 12 (2)   | —             | 13     | 2    |
| 2009–2010 | Кремінь            | 25 (2)           | 1 (0)         | 26     | 2    |
| 2010–2011 | Кремінь            | 22 (6)           | 3 (0)         | 25     | 6    |
| 2011–2012 | Кремінь / Авангард | 13 (1) / 12 (0)  | 1 (0) / 0 (0) | 26     | 1    |